# Ondavka (rzeka)
Ondavka – rzeka we wschodniej Słowacji, lewy dopływ Ondawy w zlewisku Morza Czarnego. Długość – 31 km. 
Źródła Ondavki znajdują się na wysokości 410 m n.p.m. na zachodnim stoku szczytu Vysoká w słowackim Beskidzie Niskim. Płynie na południe, przecina Pogórze Ondawskie i na północnym skraju Niziny Wschodniosłowackiej, koło Humennégo, skręca na zachód. Uchodzi do Ondawy koło wsi Sedliská.